# Vulcanit
Vulcanit ist ein sehr selten vorkommendes Mineral aus der Mineralklasse der „Sulfide und Sulfosalze“ mit der chemischen Zusammensetzung CuTe und damit chemisch gesehen Kupfer(II)-tellurid.
Vulcanit kristallisiert im orthorhombischen Kristallsystem und entwickelt 0,1 bis 1,1 mm große, prismatische oder klingenförmige Kristalle, kommt aber auch in Form massiver Überkrustungen und zementartiger Verbindung von Gesteinsfragmenten vor. Das Mineral ist in jeder Form undurchsichtig (opak) und zeigt auf den Oberflächen der blassbronzefarbenen bis bronzegelben Kristalle und Aggregate einen metallischen Glanz.
Mit einer Mohshärte von 1 bis 2 gehört Vulcanit zu den weichen Mineralen, die sich ähnlich wie die Referenzminerale Talk (Härte 1) und Gips (Härte 2) mit dem Fingernagel schaben oder ritzen lassen. Er ist zudem sektil, das heißt schneidbar.

## Etymologie und Geschichte
Die synthetische Verbindung CuTe konnten Kurt Anderko und Konrad Schubert bereits 1954 während einer Studie des Zweistoffsystems Cu-Te im Bereich von etwa 34 bis 67 Atom-% Te nachweisen. Die untersuchten Stoffgemische wurden aus elektrolytischem Kupfer und Tellur mit einer Reinheit von 99,770 Gew.-% in evakuierten Quarzröhrchen in einem Tammann-Ofen geschmolzen.
Die in der freien Natur vorkommende Verbindung wurde in Mineralproben aus der Good Hope Mine bei Vulcan im US-Bundesstaat Colorado. Die Analyse und Erstbeschreibung erfolgte durch Eugene N. Cameron und Ian M. Threadgold, die das Mineral Vulcanit nach dessen Typlokalität benannten. Ihre Untersuchungsergebnisse und den gewählten Namen publizierten sie 1961 im Fachmagazin American Mineralogist.
Das Typmaterial für Vulcanit wird im Canadian Museum of Nature (CMN) in Ottawa (Kanada) unter der Katalognummer 57361 und im National Museum of Natural History in Washington, D.C. (USA) unter den Katalognummern 085136 und R00933 aufbewahrt.
Vulcanit wurde in einer Zeit erstbeschrieben, als die 1958 gegründete International Mineralogical Association (IMA) noch im Aufbau begriffen war und Erstbeschreiber neue Minerale und Mineralnamen noch nicht durchgehend vor der Veröffentlichung der IMA zur Prüfung vorlegten. In der 1967 erfolgten Publikation der IMA: Commission on new minerals and mineral names wurde Vulcanit daher als eines von vielen der von 1961 bis 1964 entdeckten Minerale mit einer großen Mehrheit (60 % oder mehr) nachträglich anerkannt. Daher wird das Vulcanit seitdem in der „Liste der Minerale und Mineralnamen“ der IMA unter der Summenanerkennung „IMA 1967 s.p.“ (special procedure) geführt. Die seit 2021 ebenfalls von der IMA/CNMNC anerkannte Kurzbezeichnung (auch Mineral-Symbol) von MineralName lautet „Vul“.

## Klassifikation
In der veralteten 8. Auflage der Mineralsystematik nach Strunz gehörte der Vulcanit zur Mineralklasse der „Sulfide und Sulfosalze“ und dort zur Abteilung „Sulfide mit M : S = 1 : 1“, wo er im Anhang der „Covellin-Reihe“ mit der Systemnummer II/B.15 und den Hauptmitgliedern Covellin, Idait, Klockmannit und Valleriit steht.
In der zuletzt 2018 überarbeiteten Lapis-Systematik nach Stefan Weiß, die formal auf der alten Systematik von Karl Hugo Strunz in der 8. Auflage basiert, erhielt das Mineral die System- und Mineralnummer II/C.24-010. Dies entspricht der Abteilung „Sulfide mit dem Stoffmengenverhältnis Metall : S,Se,Te ≈ 1 : 1“, wo Vulcanit als einziges Mitglied eine unbenannte Gruppe mit der Systemnummer II/C.24 bildet.
Auch die von der International Mineralogical Association (IMA) zuletzt 2009 aktualisierte 9. Auflage der Strunz’schen Mineralsystematik ordnet den Vulcanit in die Abteilung „Metallsulfide, M : S = 1 : 1 (und ähnliche)“ ein. Diese ist allerdings weiter unterteilt nach den in der Verbindung vorherrschenden Metallen, so dass das Mineral entsprechend seiner Zusammensetzung in der Unterabteilung „mit Zink (Zn), Eisen (Fe), Kupfer (Cu), Silber (Ag) usw.“ zu finden ist, wo es als einziges Mitglied eine unbenannte Gruppe mit der Systemnummer 2.CB.75 bildet.
In der vorwiegend im englischen Sprachraum gebräuchlichen Systematik der Minerale nach Dana hat Vulcanit die System- und Mineralnummer 02.08.13.01. Das entspricht ebenfalls der Klasse der „Sulfide und Sulfosalze“ und dort der Abteilung „Sulfidminerale“. Hier findet er sich als einziges Mitglied in einer unbenannten Gruppe mit der Systemnummer 02.08.13 innerhalb der Unterabteilung „Sulfide – einschließlich Seleniden und Telluriden – mit der Zusammensetzung AmBnXp, mit (m+n) : p = 1 : 1“.

## Chemismus
In der idealen Zusammensetzung von Vulcanit (CuTe) besteht das Mineral aus Kupfer und Tellur im Stoffmengenverhältnis von 1 : 1. Dies entspricht einem Massenanteil (Gewichtsprozent) von 33,24 Gew.-% Cu und 66,76 Gew.-% Te.
Bei natürlich gebildeten Vulcaniten können diese Werte je nach Bildungsbedingungen mehr oder weniger abweichen. So hatte das analysierte Typmaterial aus der Good Hope Mine einen etwas geringeren Kupferanteil von 32,5 Gew.-% und dafür einen etwas höheren Telluranteil von 67,8 Gew.-%.

## Kristallstruktur
Vulcanit kristallisiert im orthorhombischen Kristallsystem in der Raumgruppe Pmnm (Raumgruppen-Nr. 59, Stellung 3) mit den Gitterparametern a = 4,09 Å, b = 6,95 Å und c = 3,15 Å sowie zwei Formeleinheiten pro Elementarzelle.

## Bildung und Fundorte
An seiner Typlokalität in der Good Hope Mine bildete sich Vulcanit in Verbindung mit anderen Telluriden in einer Zink-Kupfer-Tellur-Vererzung. Als Begleitminerale trat hier neben gediegen Tellur noch Rickardit auf. In der Lagerstätte „Byngovsky“ nahe Newjansk in der russischen Oblast Swerdlowsk (Ural) konnten auch Petzit und Sylvanit als Begleitminerale nachgewiesen werden.
Vom seltenen Mineral sind bisher weniger als 20 Vorkommen dokumentiert (Stand 2024). Dessen Typlokalität Good Hope Mine bei Vulcan in Colorado ist dabei der bisher einzige bekannte Fundort in den Vereinigten Staaten.
Weitere Fundorte liegen unter anderem auf der griechischen Insel Tinos, Iriki auf der japanischen Insel Kyūshū, Kautokeino in Norwegen, der Provinz Medina in Saudi-Arabien und der Halbinsel Kamtschatka in Russland.